# Arvas
Arvas – norweska grupa muzyczna założona w 1993 roku, wykonująca black metal. Pomysłodawcą, założycielem i początkowo jedynym członkiem zespołu był Vassago Rex, znany z takich zespołów jak Aeternus czy Ancient. Obecnie zespół stanowi dwóch muzyków, mają oni na swoim koncie jedną płytę studyjną, jeden split oraz dwa wydania demo.

## Historia
Zespół powstał w 1993 roku w Bergen pod nazwą Örth jako jednoosobowy projekt wokalisty i gitarzysty Vassago Rexa. Latem 1996 roku do grupy dołączyli: perkusista Borknagar Erik „Grim” Brodreskift i basista Gorgoroth Ronny „Ares” Hovland. Tego samego roku zespół nagrał płytę Nocturno Inferno, która nigdy nie została wydana. Po samobójstwie Grima w 1999 roku, Vassago Rex powrócił do jednoosobowego projektu pod zmienioną nazwą na Arvas. W latach 2001–2003 nagrał on dwa dema Countless Souls at Dawn i I Am Thy Grief, a w 2009 roku split z grupą Hordagaard wydany nakładem Azermedoth Records. 11 grudnia 2009 ukazał się debiutancki album zespołu Blessed from Below – Ad Sathanas Noctum nakładem Einsatz Productions. W 2010 album został wydany ponownie przez polską wytwórnię Odium Records.

## Muzycy
Obecny skład zespołu
- Vassago Rex – śpiew, gitary, gitara basowa, instrumenty klawiszowe, programowanie perkusji (od 1993)
- Tom „Fordervelse” Nilsen – perkusja (od 2009)

Byli członkowie zespołu
- Erik „Grim” Brødreskift – perkusja
- Ronny „Ares” Hovland – gitara basowa
- Broke
- Hexzaldre – gitara basowa
- Aindiachaí – gitary

Muzycy sesyjni
- Tivillius – gitara basowa
- LB – gitary

## Dyskografia
Dema
- Countless Souls At Dawn (2001, wydanie własne)
- I am Thy Grief (2003, wydanie własne)

Albumy studyjne
- Blessed from Below... Ad Sathanas Noctum (2009, Einsatz Productions)

Splity
- Hordagaard / Arvas (2009, z grupą Hordagaard, Azermedoth Records)